# Pristaulacus lindae
Pristaulacus lindae is een vliesvleugelig insect uit de familie van de Aulacidae. De wetenschappelijke naam van de soort is voor het eerst geldig gepubliceerd in 2000 door Turrisi.